# The Rasmus
The Rasmus — фінський рок-гурт, який сформувався в 1994 році в Гельсінкі, коли учасники гурту навчалися в старшій школі. Заснований він був Лаурі Юльонен (вокал, тексти), Ееро Гейноненом (бас), Паулі Рантасалмі (гітара) і Янне Гейсканен (ударні). Гейсканен пішов з гурту в 1998 році, і незабаром його замінив Акі Гакала. 2022 року Паулі Рантасалмі покинув гурт, його замінила Емілія Сухонен.
The Rasmus — один з найуспішніших фінських гуртів: в усьому світі продано більше 3,5 мільйонів їхніх альбомів, вони отримали вісім золотих і п'ять платинових нагород. The Rasmus випустили сім студійних альбомів, два збірники і 24 сингли.
До випуску четвертого студійного альбому Into (2001) гурт називався просто «Rasmus», але потім назву змінили на «The Rasmus», щоб вона не збігалася з ім'ям шведського ді-джея Расмус Гарделя. Світову популярність хлопці завоювали зі своїм альбомом Dead Letters 2003 року і синглом «In the Shadows», що вийшов в топи музичних чартів в декількох країнах.
Найвідоміші композиції — «Ice», «Liquid», «F-F-F-Falling», «In the Shadows», «First Day of My Life», «Funeral Song», «No Fear», «Sail Away», «Ten Black Roses» і «Livin’ in a World Without You».
Гурт представляв Фінляндію на пісенному конкурсі Євробачення 2022, де посів 21 місце у фіналі.

## Історія

### Формування та перші альбоми (1994—1995)
Ще навчаючись у старшій школі, Лаурі Юльонен, Ееро Гейнонен, Паулі Рантасалмі та Ярно Лахті сформували гурт «Rasmus», коли вони навчалися у 8-му класі. Гурт відіграв свій перший концерт на шкільній передріздвяній вечірці (23 грудня 1994). 1995 року гурт залишив Ярно, і його замінив Янні Гейсканен. У грудні 1995 року вони випустили свій дебютний мініальбом 1st, що включав пісні «Funky Jam», «Myself», «Frog» та «Rakkauslaulu». За кілька тижнів мініальбом розійшовся тиражем 1000 копій. Спочатку він вийшов незалежно від Teja G. Records, але був перевиданий на Warner Music Finland після того, як вони підписали з ними контракт на початку 1996 року. Гурт також написав пісню «Don't Shut the Door», яка залишалася невідомою доти, доки не була переписана у 2009 році як «October & April» для їхньої збірки Best of 2001—2009.
У 1996 році вони випустили свій дебютний альбом Peep у Warner Music Finland. Альбом був вперше випущений у Фінляндії 23 вересня, де він став золотим, а потім в Естонії та Росії, а потім у всьому світі. Пізніше у 1996 році група випустила ще два мініальбоми: 2nd та 3rd. Попри те, що 3rd був помічений як мініальбом, пізніше того ж року він посів 8-е місце у фінському чарті синглів. Наступного року гурт виграв EMMA (фінський еквівалент Grammy) як найкращий новачок 1996 року. Лаурі та Паулі вирішили покинути школу, щоб повністю зосередитися на Rasmus, і 29 серпня вони випустили свій другий альбом Playboys. Він став золотим у Фінляндії, а сингл «Blue» також став золотим, коли він вийшов у травні того ж року.

### Зміна музичного стилю та підписання контракту з Playground Music (1998—2000)
1998 рік ознаменувався випуском третього альбому The Rasmus Hell of a Tester (іноді його називають Hellofatester). Альбом вийшов 2 листопада і знаменує собою зміну їх музичного стилю від фанку до важчого року. Альбом отримав Золотий статус у Фінляндії. Найпопулярнішим синглом став «Liquid», який вийшов у вересні, потрапивши в Топ-40 на MTV Nordic. Музичні критики та шанувальники визнали його синглом 1998 року, а в 1999 році відео було нагороджено на Finnish Music Video Awards. Лаурі написав Liquid на мості Lauttasaari. Гурт також написав релігійний матеріал, який так і не побачив світ. Протягом 1999 року Rasmus були хедлайнерами великих фестивалів у Фінляндії. Янне Хейсканен залишив гурт після свого останнього концерту на підтримку Red Hot Chili Peppers. Янне вирішив усамітнитися в медитації в Індії, де він прожив кілька років. Це призвело до розладу гурту, який був близький до розпаду. Акі Хакала, який раніше продавав мерч гурту, зрештою попросили стати новим барабанщиком. Разом з Killer і Kwan вони створили асоціацію Dynasty — невеликий незалежний звукозаписний лейбл для залучення нових фінських артистів. 2000 року гурт змінив назву з «Rasmus» на «The Rasmus», щоб уникнути плутанини з однойменним шведським ді-джеєм (інший артист, британець Rasmus Gardell, також використовував це ім'я). Наприкінці 1999 року менеджер The Cardigans Петрі Х. Лунден порекомендував гурт Ларсу Тенгроту, директору нового шведського незалежного лейблу Playground Music. Tengroth відвідав їх концерти в Гельсінкі і, як він пізніше сказав HitQuarters, «відразу закохався в них». Випустивши три альбоми у Фінляндії та досягнувши невеликого успіху, вони хотіли розвивати свою кар'єру за межами країни, і Playground погодився допомогти їм у цьому. Наприкінці 2000 року гурт почав працювати з продюсерами Мартіном Хансеном і Міке Нордом у Швеції над своїм наступним альбомом, у підсумку повністю залишивши своє колишнє фанкове звучання та змінивши стиль на прямолінійний попрок. Після підписання контракту з Playground гурт витратив час на розробку свого виступу, щоб відповідати вимогам становлення на міжнародному рівні. За словами Тенгрота: «Це було наче починати з нуля; так би мовити, ми створювали новий гурт». Вони робили багато речей, які були для них новими — вони довго працювали над своїми піснями перед записом, вони вперше працювали з продюсерами, і вони записувалися за межами Фінляндії. Вони вже мали потужне сценічне шоу, але вітали ідеї щодо його подальшого вдосконалення.

### IntoтаHell of a Collection(2001—2002)
У жовтні 2001 року The Rasmus випустили Into, свій четвертий студійний альбом і перший альбом з Playground Music. Це був перший альбом The Rasmus, випущений в інших європейських країнах, таких як Франція та Іспанія. Альбом посів перше місце у фінському чарті альбомів і породив сингли «F-F-F-Falling», «Chill», «Madness» і «Heartbreaker/Days». Усі вони були випущені у 2001 році, окрім «Heartbreaker/Days», який вийшов у 2002 році. Через цей факт і зміну назви деякі шанувальники вважають цей альбом першим альбомом The Rasmus. 2001 року вони також випустили свій перший збірний альбом Hell of a Collection, що складається з вісімнадцяти пісень, майже всі з яких були оновленими версіями пісень з попередніх трьох альбомів. Винятком є останній трек «Liquid» (Demo), який є демо-записом їхнього хіта «Liquid», а також пісні «F-F-F-Falling» і «Chill», які були першими новими піснями, випущеними після того, як Акі замінив Янне. 2002 року вони виграли чотири премії EMMA за найкращий гурт, найкращий альбом, найкращий поп/рок альбом і найкращу пісню — «F-F-F-Falling».

### Dead LettersтаLive Letters(2003—2004)
21 березня 2003 року The Rasmus випустили свій п'ятий студійний альбом Dead Letters. Dead Letters було продано 2 мільйонами примірників в усьому світі, і це стало великим проривом гурту — Расмус отримав 8 золотих і 6 платинових музичних нагород. Головний сингл «In the Shadows» отримав 6 золотих і 2 платинових нагород, був проданий понад 1 мільйон копій та побив рекорд гонорарів за виконання, отриманих за кордоном на фінській композиції (обігнавши роботи Яна Сібеліуса). Комерційний успіх альбому призвів до того, що гурт отримав численні музичні нагороди по всій Європі, вигравши категорію «Найкращий скандинавський виконавець» у 2003 році на MTV Europe Music Awards, а також п'ять фінських нагород EMMA за найкращий гурт, найкращий альбом, найкраще відео («In My Life»), найкращого виконавця і експорт у 2004 році. Вони також здобули нагороду ECHO як найкращий міжнародний новачок і здобули нагороду «Найкращий міжнародний виконавець» на церемонії вручення музичних премій MTV Russia Music Awards 2004. «In The Shadows» був у списку номінантів на Kerrang! Нагорода за кращий сингл. Такий успіх призвів до тривалих гастролей в усьому світі. 2004 року вони випустили свій перший концертний DVD Live Letters, який зняли на Gampel Open Air у Швейцарії 21 серпня 2004 року.

### Hide from the Sun(2005—2006)
12 вересня 2005 року The Rasmus випустили свій шостий студійний альбом Hide from the Sun. Альбом отримав платиновий статус у Фінляндії та продав понад 15 000 примірників лише у Великій Британії. Загалом було продано 500 000 копій Hide from the Sun в усьому світі. Гурт був номінований як «Найкращий рок-гурт» на Eska Awards 2006 року та виступив на церемонії. Вони також були номіновані в категоріях «Рок-альбом року», «Пісня року» («No Fear»), «Найкращий фінський гурт» на церемонії вручення нагород EMMA 2006. Басист Ееро Хейнонен випустив свій сольний альбом Making Waves разом із сайд-проєктом Hay & Stone 20 вересня 2006 року.

### Black Roses(2007—2008)
The Rasmus продовжили свої гастролі протягом 2007 року. Гурт зустрів Дезмонда Чайлда в Домініканській Республіці, який почав працювати з групою над продюсуванням їхнього сьомого студійного альбому. 2007 рік також ознаменував початок кар'єри Ееро Хейнонена як режисера музичних кліпів.
Black Roses було випущено 24 вересня 2008 року. Він відразу замінив Death Magnetic Metallica на вершині фінських альбомних чартів і за тиждень став золотим.
Альбом спочатку планувалося випустити в березні того ж року, але його відклали через нові пісень, які гурт все ще хотів записати, включаючи заголовний сингл «Livin' in a World Without You». Звучання альбому загалом менш важке, ніж Hide from the Sun. Однак деякі пісні альбому, такі як «Ten Black Roses», «The Fight» та «Lost and Lonely», містять елементи симфо-року та металу. Альбом породив другий сингл «Justify» у 2009 році. По всьому світу було продано 350 тисяч копій Black Roses.

### Best of 2001—2009(2009—2010)
28 листопада 2009 року гурт випустив свою другу збірку Best of 2001—2009, до якої увійшли пісні, записані в період з 2001 до 2009 року. Хоча більшість пісень вже було випущено, до нього увійшла нова невидана пісня під назвою «October & April» з вокалом Анетт Ользон. Ця пісня була записана в той же час, коли і «Black Roses», але не була включена до альбому, оскільки не відповідала його концепції.
На початку 2010 року The Rasmus розпочали роботу над своїм наступним альбомом, який вийшов особистим лейблом гурту через те, що їхній контракт з попереднім лейблом розпався наприкінці 2009 року.

### New WorldтаThe Rasmus(2011—2012)
30 березня 2011 року Лаурі Юльонен випустив свій сольний альбом New World, перший сингл «Heavy» вийшов у лютому того ж року. Прем'єра матеріалу відбулася 26 лютого 2011 року на щорічному гала-концерті EMMA. Юльонен заявив, що хоче, щоб кілька пісень, які не підходять The Rasmus, були випущені як основний альбом, а не демо. Альбом спродюсовано під лейблом Dynasty Recordings. Альбом посів 2-ге місце у фінських альбомних чартах. 2011 року група підписала контракт із Universal Music Finland. Незабаром після цього The Rasmus почали продюсувати свій восьмий студійний альбом, вокаліст Лаурі Юльонен заявив, що вони прагнуть переглянути звучання одного зі своїх ранніх альбомів Into. Головний сингл альбому «I'm a Mess» вперше прозвучав 25 лютого 2012 року під час національного відбору Фінляндії на Євробачення 2012 року, а також став офіційною піснею чемпіонату Європи з легкої атлетики 2012 року. Восьмий студійний альбом гурту був оголошений однойменним та вийшов 18 квітня 2012 року у кількох європейських країнах. «Stranger», другий сингл з альбому, вийшов 15 травня 2012 року. Альбом був перевиданий восени 2012 року як гастрольне видання The Rasmus, і до нього було додано сингл «Mysteria». Пізніше однойменний альбом отримав дві нагороди EMMA у номінаціях «Найкраща обкладинка альбому» та «Найкраще музичне відео („I'm a Mess“)».

### Dark Matters(2016—2019)
У вересні та жовтні 2016 року The Rasmus опублікував оновлення зі студії, показуючи запис дев'ятого студійного альбому Dark Matters, який вийшов 6 жовтня 2017 року. Перший сингл з альбому «Paradise» вийшов 31 березня 2017 року.
17 серпня 2018 року на офіційній сторінці у Facebook було оголошено, що 14 вересня вийде новий сингл під назвою «Holy Grail».

### Тур до 15-річчяDead Letters(2019)
10 жовтня 2019 року під час ювілейного туру Dead Letters у Rock City у Ноттінгемі Юльонен оголосив, що гурт працює над новою музикою для можливого майбутнього релізу.

### Євробачення таRise(2022)
12 січня 2022 року гурт був оголошений одним із учасників національного відбору Фінляндії на конкурс пісні Євробачення-2022 з піснею «Jezebel», написаною Юльоненом та Дезмондом Чайлдом. Гурт заявив в інтерв'ю, що їхнє рішення взяти участь було пов'язане з пандемією COVID-19, яка скасувала всі їхні тури та виступи, тож гурт вирішив спробувати щось нове, що може допомогти їм ще більше згуртуватися. Реліз також знаменує собою першу пісню The Rasmus з новою гітаристкою Емілією «Емппу» Сухонен, яка замінила давнього гітариста та одного із засновників Паулі Рантасалмі, який пішов з особистих причин.
Зрештою, гурт виграв фінський національний відбірковий конкурс, отримавши таким чином право представляти Фінляндію на конкурсі в Турині, Італія, де вони посіли 21-е місце з 38 балами. Десятий альбом гурту Rise вийшов 23 вересня 2022 року.

## В Україні
В Україні гурт виступав п'ять разів  — 2006, 2012, 2013, 2018 та 2025 року. При чому червневий тур 2012 року пройшов у трьох містах — у Києві, Одесі та Дніпрі (фестиваль «Найкраще місто UA»). 2013 року виступав у рамках фестивалю Music Bike Ukraine, який відбувався в Ужгороді. 2018 року виступ відбувся на фестивалі «Файне місто» в Тернополі.
У 2022 році The Rasmus зняли з Kalush Orchestra кліп «In The Shadows of Ukraine» про російсько-українську війну. Пісня стала кавером «In The Shadows».
19 липня 2025 гурт виступив на музичному фестивалі Atlas Festival, що відбувся у Києві в ТРЦ Blockbuster Mall. Напередодні концерту, The Rasmus відвідали дитячу лікарню «Охматдит», а ніч були вимущені провести в укритті, через російську атаку дронами на Київ.

## Учасники

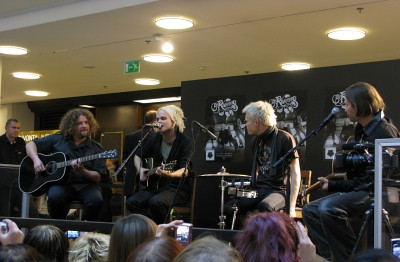
The Rasmus у 2008

Дійсні учасники
- Лаурі Юльонен (фін. Lauri Ylönen) — вокал (1994 — дотепер)
- Ееро Гейноненом (фін. Eero Heinonen) — бас-гітара (1994 — дотепер)
- Акі Гакала (фін. Aki Hakala) — ударні (1999 — дотепер)
- Емілія «Емпу» Сухонен (фін. Emilia «Emppu» Suhonen) — гітара (2022 — дотепер)

Колишні учасники
- Ярно Лахті (фін. Jarno Lahti) — ударні (1994—1995)
- Янне Гейсканен (фін. Janne Heiskanen; нар. 26 січня 1979, Гельсинкі — пом. 27 жовтня 2022, Паттая, Чонбурі) — ударні (1995—1999), загинув у ДТП з мотоциклом[24].
- Паулі Рантасалмі (фін. Pauli Rantasalmi) — гітара (1994—2022)

## Дискографія
- Peep  (1996)
- Playboys (1997)
- Hell of a Tester (1998)
- Into (2001)
- Dead Letters (2003)
- Hide from the Sun (2005)
- Black Roses (2008)
- The Rasmus (2012)
- Dark Matters (2017)
- Rise (2022)
- Weirdo (2025)